# Voyage of the Acolyte
Voyage of the Acolyte è il primo album da solista di Steve Hackett, pubblicato nel 1975 quando l'autore era ancora chitarrista dei Genesis.
Partecipano al disco altri due membri dei Genesis: Phil Collins e Mike Rutherford; quest'ultimo firma assieme ad Hackett il brano conclusivo Shadow of the Hierophant.
Il titolo dell'album (viaggio dell'accolito) fa riferimento al tema del viaggio iniziatico proprio dell'interpretazione esoterica dei tarocchi. Gli stessi titoli dei brani, a cominciare da Ace of Wands (asso di bastoni) fanno tutti riferimento alle carte divinatorie, specie agli Arcani maggiori: la Papessa (Hands of the Priestess), la Torre abbattuta dal fulmine (A Tower Struck Down), l'Eremita (Hermit), la Stella (Star of Sirius), gli Amanti (The Lovers) e Il Papa (lo Ierofante di Shadow of the Hierophant).
Largo spazio è lasciato alla musica strumentale rispetto ai brani cantati, e numerosi temi vengono ripresi in brani differenti lungo l'intera opera: il tema finale di Ace of Wands e quello di oboe di Hands of the Priestess, part 2 riaffiorano entrambi in Star of Sirius; la coda di The Lovers non è altro che il nastro della sezione strumentale di The Hermit riprodotto al contrario (i temi dei due titoli, l'Eremita e gli Amanti, sono in un certo senso l'uno l'opposto dell'altro); altri frammenti melodici di Ace of Wands, infine, sono accennati in The Hermit e in Shadow of the Hierophant. Quest'ultimo pezzo nacque dall'unione di due brani: la prima parte di Steve Hackett, la seconda (quella strumentale) di Mike Rutherford.
I dipinti di copertina, che raffigurano l'Accolito (sul fronte) e l'Eremita (all'interno) sono della pittrice brasiliana Kim Poor, che divenne poi la seconda moglie di Hackett dal 1981 al 2007.
L'album è stato ripubblicato nel 2005 dalla Virgin Records con due bonus track.

## Musicisti
- Steve Hackett: chitarra elettrica ed acustica, mellotron, armonium, campane, autoharp e voce solista in The Hermit
- John Hackett: flauto, sintetizzatore e campane tubolari
- Mike Rutherford: basso elettrico, bass pedal e chitarra a dodici corde
- Phil Collins: batteria, vibrafono, percussioni e voce in Star of Sirius
- John Acock: mellotron, armonium, pianoforte
- Sally Oldfield: voce solista in Shadow of the Hierophant
- Robin Miller: oboe, corno inglese
- Nigel Warren-Green: violoncello

## Tracce
1. Ace of Wands - 5:23
2. Hands of the Priestess Part 1 - 3:28
3. A Tower Struck Down - 4:53 - (Steve Hackett/John Hackett)
4. Hands of the Priestess Part 2 - 1:31
5. The Hermit - 4:49
6. Star of Sirius - 7:08
7. The Lovers - 1:50[1]
8. Shadow of the Hierophant – 11:44[2] - (Steve Hackett/Mike Rutherford)

### Bonus track nell edizione del 2005
1. Ace Of Wands (live) - 6:32
2. Shadow of the Hierophant (versione estesa) - 17:01

- Tutti i brani sono di Steve Hackett tranne dove indicato.